# Oberonia similis
Oberonia similis är en orkidéart som först beskrevs av Carl Ludwig von Blume, och fick sitt nu gällande namn av John Lindley. Oberonia similis ingår i släktet Oberonia och familjen orkidéer.
Artens utbredningsområde är Java. Inga underarter finns listade i Catalogue of Life.